# Провулок Залізняка (Київ)
Провулок Залізняка — зниклий провулок, що існував у Ленінградському районі (нині — Святошинському) міста Києва, місцевість Святошин. Пролягав біля тублікарні.

## Історія
Виник у 1950-ті роки під назвою Новий. Був названий на честь одного з керівників Коліївщини Максима Залізняка — в 1957 році.
Ліквідований 1977 року у зв'язку з переплануванням міста.